# Icoon van de oudtestamentische Drievuldigheid
De Icoon van de oudtestamentische Drievuldigheid of De Gastvrijheid van Abraham (Russisch: Православная иконография Троицы of Троица Ветхозаветная of Троица Новозаветная, Grieks: φιλοξενία από τον Αβραάμ) is een beroemde middeleeuwse Russische icoon, geschilderd door Andrej Roebljov (ca. 1360-70 - ca. 1430).

## Interpretatie

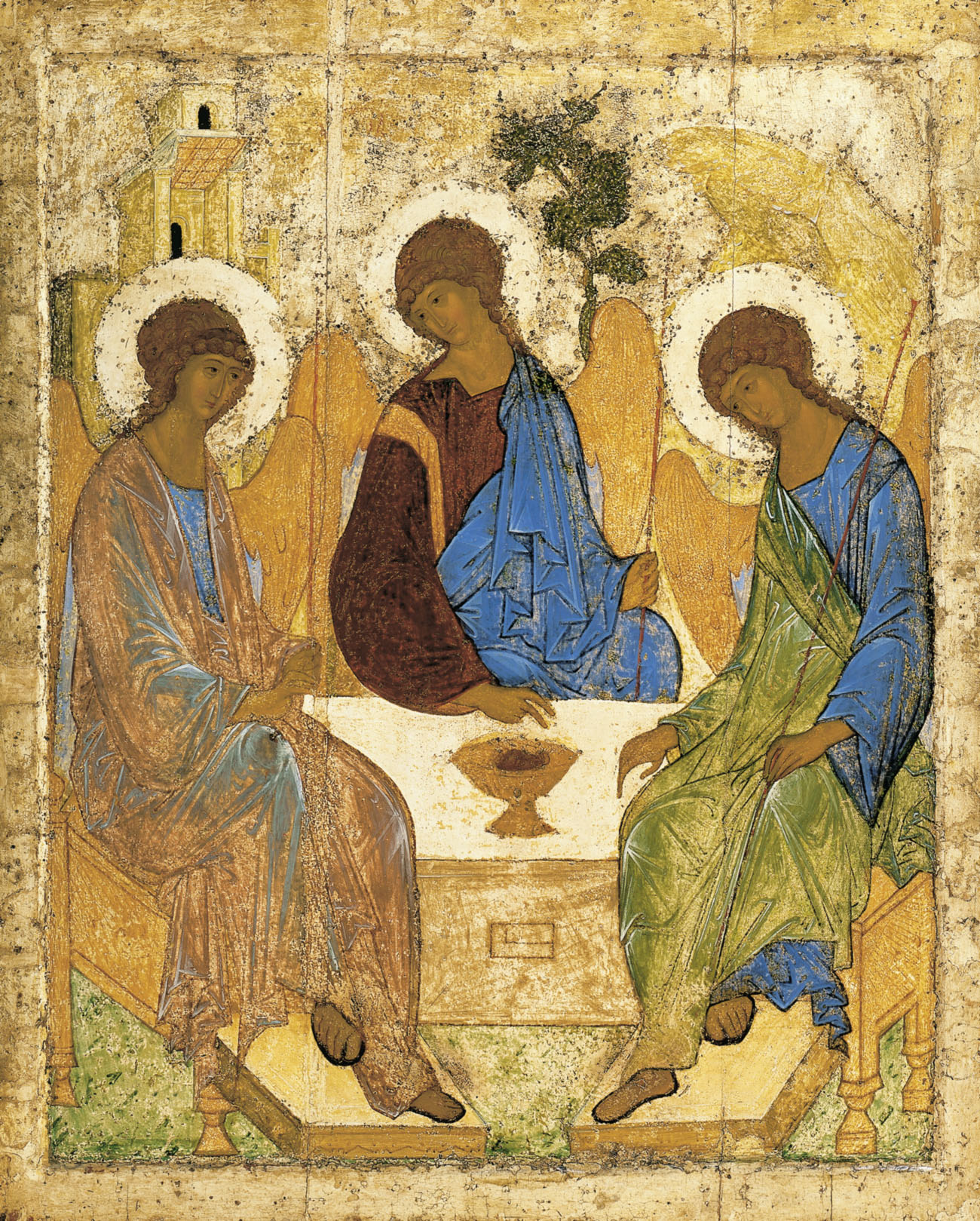
Icoon Heilige Drievuldigheid

De Heilige Drievuldigheid verwijst in het christendom naar de Vader, de Zoon en de Heilige Geest. De Vader staat voor de alomvattend waarheid; de Zoon staat voor de weg, Hij heeft de mensen getoond hoe ze tot de Vader (de waarheid) kunnen komen en de Heilige Geest vertegenwoordig het geloof en de inzet om tot de waarheid te komen. De drie tezamen geven de mensheid het geluk, het besef dat alles in harmonie leeft en dat we alleen kunnen gelukkig zijn als we in harmonie leven. In harmonie met zichzelf, in harmonie met de medemens en in harmonie met de natuur.
De icoon stelt een verhaal uit het Oude Testament voor (Genesis 18:1-15), waarin Abraham drie geheimzinnige bezoekers ontvangt, met wie hij converseert als met één persoon. De drie figuren worden op de icoon geïnterpreteerd als een voorafbeelding van de Heilige Drievuldigheid. De 'drie jongelingen' - hier afgebeeld als drie engelen - houden in de linkerhand een reisstaf, attribuut van de reizigers; de middelste draagt de typische Pantocrator-kleuren en zou dan ook Christus voorstellen. Het huis op de achtergrond links stelt de tent van Abraham voor, de rotsen rechts zijn het symbool van de woestijn, de boom in het midden is de eik van Mamre, de plaats waar het verhaal zich afspeelt. Vaak wordt in iconen de tegenstelling weergegeven tussen de geciviliseerde mensenwereld (gebouwen) en de ruwe natuur (rotsen). De boom is dan het symbool van de Bijbel.
De kelk op de tafel is een voorafbeelding van de eucharistie.
De compositie is ingewikkelder dan op het eerste gezicht lijkt en zit vol verborgen symbolen. De drie 'engelen' zijn zo geschilderd dat ze passen in een cirkel, symbool van de volmaaktheid. In deze cirkel zouden dan weer verschillende meetkundige figuren ingepast kunnen worden:
- een driehoek, die verwijst naar de Drievuldigheid
- een zespuntige "Davids"-ster, symbool van het uitverkoren volk en een verwijzing naar het Oude Testament
- een vijfpuntige ster, de ster van Bethlehem, die de geboorte van de Verlosser symboliseert en verwijst naar het Nieuwe Testament

Roebljov schilderde de icoon in Sergej Possad, waar hij monnik was. In 1929 is het origineel overgebracht naar de Tretjakovgalerij in Moskou en vervangen door een kopie.